# دهستان زیارت (شیروان)
دهستان زیارت یکی از دهستان‌های بخش مرکزی شهرستان شیروان در استان خراسان شمالی ایران است. این دهستان در بخش مرکزی شهرستان شیروان قرار دارد و براساس سرشماری مرکز آمار ایران در سال ۱۳۹۰، جمعیت آن ۱۷۷۱۹ نفر (در ۴۷۵۱ خانوار) بوده‌است.